# 托尔·伦
托尔·伦（挪威語：Tor Lund，1888年1月20日—1972年9月1日），生于卑尔根，挪威男子竞技体操运动员。他曾代表挪威获得1912年夏季奥运会体操比赛男子团体自由式金牌。他于1972年在卑尔根去世。